# IPhone 3GS
El iPhone 3GS es un teléfono inteligente de gama alta, presentado como la tercera generación de iPhone, sucesor del iPhone 3G, y anunciado el 8 de junio de 2009 en la WWDC 2009 en San Francisco.
Incluía mejoras de rendimiento, una cámara con mejor resolución y capacidad de vídeo, control por voz, y soporte para 7,2 Mbit/s HSDPA.
Fue lanzado el 19 de junio de 2009 en Estados Unidos, Canadá, España y 5 países más de Europa. El 26 de junio en Australia, Reino Unido y Japón, y el resto del mundo en julio y agosto.
El iPhone 3GS usa el sistema operativo iOS de Apple, usado también en el iPad e iPod Touch. Es controlado con gestos táctiles. Su sucesor es el iPhone 4, y fue retirado del mercado en 2012 con el lanzamiento del iPhone 5.

## Historia
En su primer fin de semana de aparición, se vendieron poco más de un millón de dispositivos. El iPhone 3GS marcó un cambio importante en la potencia del teléfono, al incluir un procesador ARM Cortex A8, con lo que aumentó su eficacia a los 600 MHz y a una memoria RAM de 256 MB. Con este terminal, Apple prácticamente dobló las posibilidades del modelo anterior, evolución que luego iría aplicando en los nuevos lanzamientos.
El iPhone también se fortaleció en la capacidad, sumando la opción de los 32 GB de almacenamiento, debido a que la cantidad de contenidos y aplicaciones continuaban en un crecimiento sostenido.
La cámara de fotos es mejorada, entendiendo que esta característica se iría volviendo cada vez más popular entre los usuarios que compartían sus imágenes en diferentes redes sociales, que comenzaron a reemplazar el uso de la cámara de fotos por la del iPhone. La resolución aumentó a los 3,2 megapíxeles y también se incorporó la posibilidad de grabar videos en definición estándar (480p).
Las aplicaciones vinculadas al GPS fueron perfeccionadas: aparte de aumentar la precisión para ubicar al usuario, la brújula digital que se le sumó al software permite ver el mapa siempre en la orientación que se está enfrentando. A ello se suman mejoras en la posibilidad de obtener instrucciones paso a paso, direcciones exactas, actualizaciones de tráfico en las urbes y cambiar la forma de visualización de los mapas, ya sea en vista usual, de satélite o híbrida.

## Características
Las nuevas características del iPhone 3GS se tratan primordialmente de cambios en la velocidad del dispositivo, por eso se usó el mismo nombre que su antecesor, iPhone 3G, con una "S" al final, que significa "Speed", es decir, velocidad.

### Pantalla
La pantalla LCD en el dispositivo es creada por Apple. Es una pantalla capacitiva táctil, con una densidad de píxeles de 163 ppi en 3.5 pulgadas (8,9 centímetros) y con una resolución de 480x320 px. Soporta emulación de color de 24 bits, para tener mejor color. Incluye recubrimiento oleófugo para evitar manchas de los dedos. Soporta gestos multitáctiles.

### Cámara
El iPhone 3GS incluye una cámara mejorada de 3 megapíxeles, creada por OmniVision. Además, cuenta con auto enfoque, balance de blancos, captura de vídeo en calidad VGA y enfoque manual.
A partir de iOS 4 tiene un zoom digital de 5X, y a partir de iOS 5, capacidad de colocar cuadrícula.

### Procesador y memoria RAM
Este iPhone tiene un chip Samsung APL0298C05, creado por Samsung. Tiene un SoC en el ARM Cortex A8 subacelerado de 600 MHz (en realidad, es capaz de llegar a los 833 MHz). En cuanto a gráficos, tiene una PowerVR SGX 535 GPU.
Además, tiene 256 MB de DRAM, el doble que el iPhone 3G, por lo cual tuvo mejor rendimiento, y a partir de iOS 4, multitarea.
Apple siempre presumió que su iPhone 3GS es hasta 2 veces más rápido que su predecesor.

### Capacidad de almacenamiento
A diferencia de los modelos anteriores, este iPhone incluía una nueva versión de 32 GB. Estuvo limitada por menos de un año. A la salida del iPhone 4 se discontinuaron los modelos de 16 y 32 GB, obligando a comprar un iPhone 4, o un 3GS con 8 GB de almacenamiento.

### Batería
El iPhone 3GS tiene una batería recargable de 3,7 V con 1219 mAh de ion de litio.
Apple dice que el 3GS puede tener hasta diez horas de vídeo, 12 horas de navegación por Wi-Fi, 9 horas navegando con red EDGE, o 5 con red 3G, además de 30 horas de música y 300 horas en modo de espera.

### Magnetómetro
El iPhone 3GS tiene un magnetómetro integrado, que es usado para marcar la dirección y posición del dispositivo. Muchas veces las señales de radio interfieren con él y para recuperarlo hay que hacer una figura parecida a un 8 con el iPhone. Además, es el primer dispositivo iOS en tener una brújula de fábrica.

### Control por voz
El control por voz fue introducido como característica exclusiva de este iPhone y puede controlar el teléfono, música, genius, etc. Se activa manteniendo el botón de inicio por un corto tiempo. La herramienta tuvo su última actualización con iOS 4, donde se le agregó la posibilidad de activar FaceTime, exclusivamente en el iPhone 4. Poco a poco ha quedado desfasada, y ha sido reemplazada por Siri, aunque sólo en el iPhone 4S o posteriores. El 3GS y 4 conservan el control por voz, sin posibilidad de Siri (es posible conseguirlo mediante el Jailbreak en ambos dispositivos).

### Herramientas de accesibilidad
El iPhone 3GS incluyó VoiceOver, inversión de colores y zoom de texto. VoiceOver es una característica que dicta la mayoría de los textos del iPhone; la inversión de colores, aumenta el contraste, y el zoom de texto permite aumentar el tamaño del mismo en caso de tener problemas de visión. Todas estas características fueron exclusivas del iPhone 3GS.

## Diseño

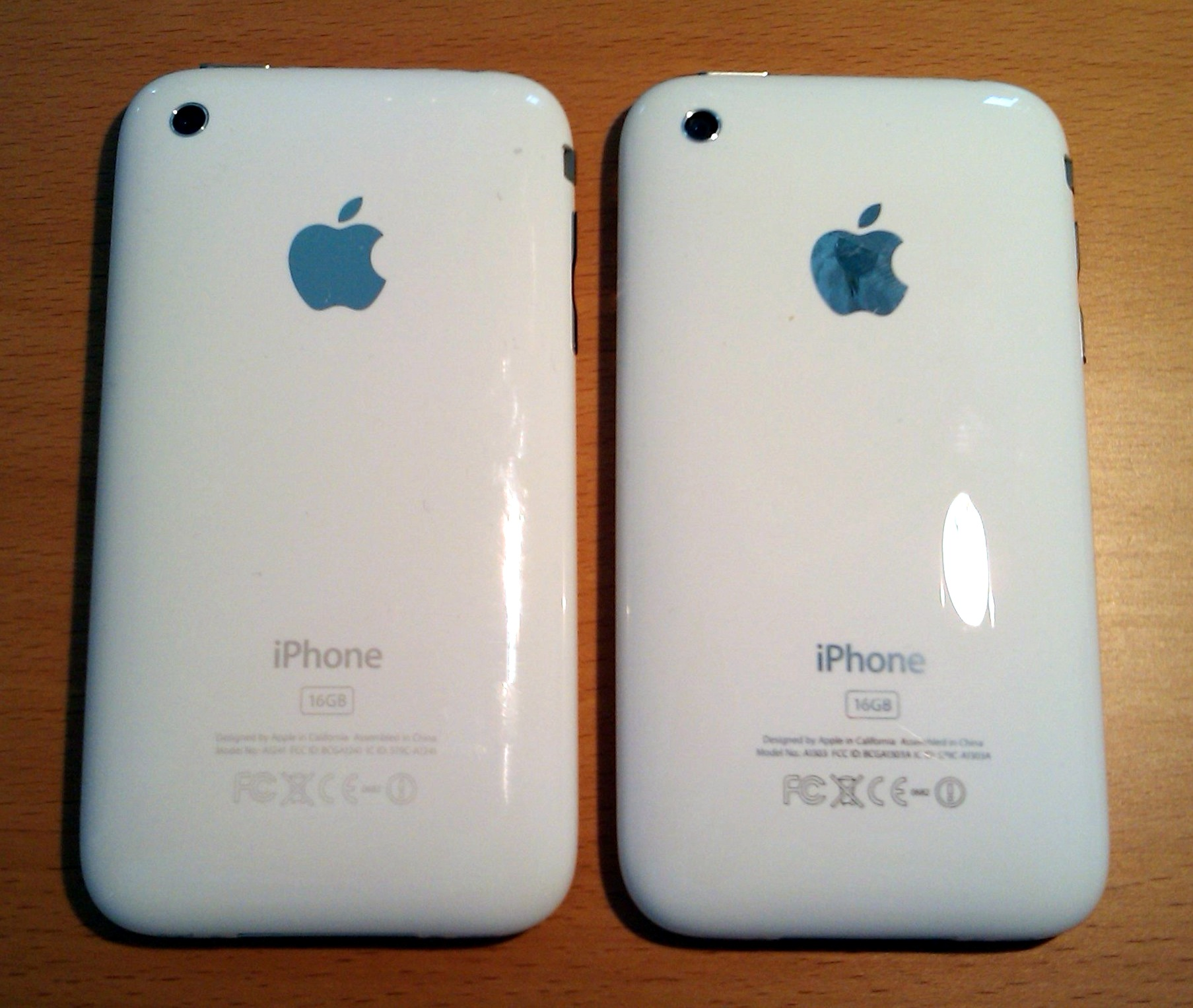
El iPhone 3G es el de la izquierda, el 3GS el de la derecha. La única manera de diferenciar los dispositivos físicamente es por las letras de abajo. En el iPhone 3G son grises mientras que en el iPhone 3GS son plateadas.

Es idéntico a su predecesor, excepto por las letras. El iPhone 3GS de 8 GB no dice nada en la parte posterior, mientras que los modelos de 16 y 32 GB lo indican.

## Recepción
Las reseñas del iPhone 3GS se han generalizado hacia favorable. Walter Mossberg en "The Wall Street Journal" descubrió que las nuevas características que el dispositivo incluye crean un producto mejor, pero para muchos usuarios el software no aprovecha del todo la capacidad del dispositivo, cosas que se solucionarían en iOS 4 como el fondo de pantalla y multitarea, iOS 5 con mejoras en la cámara e integración con iCloud mientras que en iOS 6 compartir fotos en Streaming. Mientras que Engadget dijo "La grabación de vídeo, la brújula, y la velocidad nos obligan a adquirirlo".
Ha tenido muy buenas críticas. CNET le dio al iPhone 3GS una calificación de 4/5 estrellas, citando mejoras en la vida de la batería, velocidad y rendimiento. Engadget elogió las mejoras de rendimiento.

## Problemas

### Sobrecalientamiento
Poco después del lanzamiento del iPhone 3GS, muchos usuarios informaron problemas de sobrecalientamiento en el dispositivo cuando se le daba un gran uso. Otros notaron decoloración en el dispositivo color blanco, cuando se calentaba. Algunas veces llegaban a explotar.
Apple recomienda no dejar el iPhone en el coche en un día caluroso, así como protegerlo directamente de la luz del sol, y asegura que es normal que el dispositivo se caliente. De todas formas, si se llega a calentar demasiado el teléfono sólo deja hacer llamadas de emergencia.
A partir de ese momento se anotó eso en las especificaciones del iPhone en los demás países en que fue comercializado.

## Soporte continuado

### iOS 4
Esta versión fue muy importante para todo el ecosistema de dispositivos móviles de Apple. Gracias a esta actualización, el iPhone 3GS pudo aprovechar más su potencial: fondos de pantalla, multitarea, zum digital, etc.
A pesar de las diferencias con el iPhone 4 respecto al diseño, el iPhone 3GS sólo se quedó fuera de FaceTime, teniendo el resto de las características.
La carencia de FaceTime se puede solventar con programas de videollamadas, entre ellos, Skype, Facebook, etc.

### iOS 5
Con la salida del iPhone 4S, el 3GS fue ofertado como "gratuito" en noviembre de 2011, cuando AT&T puso un precio de 99 centavos estadounidenses sin ninguna explicación.
El precio de 99 centavos era únicamente disponible con un contrato de dos años con AT&T, y 3 años con Telus, Rogers, Bell y Fido en Canadá.
Se pensaba que esta sería la última actualización para el iPhone 3GS, siguiendo la secuencia de interrupción de los anteriores dispositivos iOS, pero esto no fue así. Cosa que el iPod Touch de tercera generación sí sufrió, a pesar de tener las mismas características de potencia y ser lanzados el mismo año.

### iOS 6
El 12 de septiembre de 2012, Apple anunció que no seguiría vendiendo el iPhone 3GS. A pesar de esto, sería compatible con iOS 6.
Apple ha decidido dar más soporte al iPhone 3GS de lo que le está dando al iPhone 4. Mientras que el 3GS obtuvo la mayoría de las mejoras de tres versiones de iOS (3, 4 y 5), el iPhone 4 obtuvo casi todas las mejoras de sólo dos versiones de iOS (4 y 5), y ambos un soporte parcial en iOS 6. Esto se atribuye al relativo gran aumento de rendimiento del iPhone 3GS frente a sus generaciones pasadas.
Pese a que inicialmente su versión final sería iOS 6.1.3, Apple continuó actualizando este dispositivo únicamente en aspectos de seguridad, siendo iOS 6.1.6 la última versión que puede instalarse en este iPhone, junto con el iPod Touch (4a generación), corrigiendo un problema de los certificados (goto fail) en Safari.
Esta es la última gran actualización para el iPhone 3GS y el iPod Touch de 4.ª generación.

### iOS 7
El 10 de junio de 2013, Apple anunció que el iPhone 3GS, al igual que el iPod Touch 4, no recibirá iOS 7, terminando el ciclo de vida de ambos dispositivos cuando la nueva versión apareció en público.
Sin embargo, en un nuevo comunicado de Apple, ha anunciado que estos dos dispositivos tendrán la nueva posibilidad de instalar versiones anteriores de aplicaciones, pues de no hacerlo, perderían el acceso al 52% de las aplicaciones.
A pesar de no poder recibir iOS 7, Apple continuó actualizando de forma periódica el iPhone 3GS para solucionar los mismos errores que había en la versión más moderna, hasta la llegada de iOS 8, marcando el final del soporte técnico del iPhone 3GS el 17 de septiembre de 2014, 5 años y 3 meses después de su lanzamiento.
El iPhone 3GS ha sido el primer dispositivo iOS, seguido del iPhone 4, en tener 4 versiones mayores del sistema (iPhone OS 3, iOS 4, 5 y 6), y el primero en seguir recibiendo actualizaciones de seguridad cinco años después de su lanzamiento, por lo que fue el iPhone más longevo de la historia hasta septiembre de 2015 cuando el iPhone 4S rompería este récord, teniendo cinco versiones mayores del sistema (iOS 5, 6, 7, 8 y 9).